# Lupton (Kumbria)
Lupton – wieś i civil parish w Anglii, w Kumbrii, w dystrykcie (unitary authority) Westmorland and Furness. Leży 76 km na południe od miasta Carlisle i 348 km na północny zachód od Londynu. W 2011 roku civil parish liczyła 162 mieszkańców. Lupton jest wspomniana w Domesday Book (1086) jako Lupetun.